# Landtagswahl in Bayern 1924
- KPD: 9
- SPD: 23
- CSP: 1
- DB: 3
- BB: 10
- Kratofiel: 1
- Z: 1
- BVP: 46
- NLRP: 1
- VNR: 11
- VB: 23

Die dritte Wahl zum Bayerischen Landtag fanden am 6. April und 4. Mai 1924 statt. Gemeinsam mit der Wahl wurde am 6. April ein Volksentscheid zur Reform der Verfassung des Freistaates Bayern durchgeführt.

## Ergebnis
| Partei                                              | Stimmenanteil | Sitze |
| --------------------------------------------------- | ------------- | ----- |
| Bayerische Volkspartei                              | 32,84 %       | 46    |
| Sozialdemokratische Partei Deutschlands             | 17,17 %       | 23    |
| Völkischer Block (NSDAP/DVFP)                       | 17,12 %       | 23    |
| Vereinigte nationale Rechte (DNVP/DVP)              | 9,42 %        | 11    |
| Kommunistische Partei Deutschlands                  | 8,28 %        | 9     |
| Bauern- und Mittelstandsbund                        | 7,13 %        | 10    |
| Deutscher Block in Bayern (DDP)                     | 3,17 %        | 3     |
| Zentrum (Pfalz)                                     | 1,16 %        | 1     |
| Nationalliberale Landespartei in Bayern             | 0,97 %        | 1     |
| Beamtengruppe Kratofiel                             | 0,78 %        | 1     |
| Christlich-soziale Partei                           | 0,73 %        | 1     |
| Unabhängige Sozialdemokratische Partei Deutschlands | 0,09 %        |       |
| Sonstige                                            | 1,14 %        |       |

Das große Minus bei den „Sonstigen“ im Diagramm (−22,7) gegenüber 1920 erklärt sich insbesondere aus 2 Gegebenheiten:
- Die Gruppe Bayerische Mittelpartei/Deutsche Volkspartei mit 13,54 % tritt nicht mehr unter diesem Namen, sondern als Vereinigte Nationale Rechte (VNR) an. Die Nationalliberale Landespartei in Bayern hatte sich von der Deutschen Volkspartei abgespalten und tat sich nach der Wahl mit der Deutsch-Nationalen Volkspartei zusammen.
- Die Mitgliedschaft der Unabhängigen Sozialdemokratischen Partei mit 12,93 % hat sich mehrfach gesplittert: Siehe Unabhängige Sozialdemokratische Partei Deutschlands#Die Rückkehr des rechten Parteiflügels zur SPD 1922

## Folgen
Der Wahlkampf war vom Hitlerprozess geprägt. In der Folge gewannen die Extremisten auf beiden Seiten des politischen Spektrums: Der „Völkische Block“ aus NSDAP und DVFP erhielt 23 Mandate, und die KPD konnte die Zahl ihrer Mandate von 2 auf 9 erhöhen. Die BVP schrumpfte von 65 auf 46 Sitze.
Der Vorsitzende der BVP-Landtagsfraktion Heinrich Held wurde zum Ministerpräsidenten gewählt. Das Kabinett Held I bildete vom 27. Juni 1924 bis 30. Juli 1928 die Landesregierung von Bayern.

## Volksentscheid
Zusammen mit dem ersten Wahltag am 6. April 1924 fand der Volksentscheid über eine weitreichende Verfassungsänderung statt. Die Vorlage sah die Einführung eines bayerischen Staatspräsidenten und einer zweiten, berufsständisch gegliederten Parlamentskammer vor. Diese Änderung war bereits im vorigen Landtag von der BVP vorgeschlagen worden, hatte jedoch die nötige Zweidrittelmehrheit verfehlt. Im Volksentscheid sprach sich bei einer Abstimmungsbeteiligung von 70,1 % eine Mehrheit von 49,3 % der Abstimmenden gegen die Vorlage aus, 45,4 % befürworteten diese und 5,3 % der abgegebenen Stimmen waren ungültig.

## Quelle
- Landtagswahl 1924 auf gonschior.de
- Landtagswahl in Bayern 1924 in der Parlamentsdatenbank beim Haus der Bayerischen Geschichte